# Civilrättsliga sanktionsdirektivet
Civilrättsliga sanktionsdirektivet (engelska: Intellectual Property Rights Enforcement Directive, Ipred), formellt Europaparlamentets och rådets direktiv 2004/48/EG av den 29 april 2004 om säkerställande av skyddet för immateriella rättigheter, är ett europeiskt direktiv om sanktioner på immaterialrättsområdet. Direktivet omfattar de åtgärder som är tillgängliga i civila domstolar, men inte för brottsliga handlingar.
Direktivet innehåller bestämmelser om talerätt, åtgärder för att kräva ut bevisning, interimistiska åtgärder, beslagtaganden och förelägganden, skadestånd samt rättsliga publiceringar. Enligt artikel 3(1) kan medlemsstater få ett misstroendevotum i Europeiska unionens domstol om deras civilrättsliga tillvägagångssätt av intrång i immateriella rättigheter är "onödigt komplicerade, kostsamma, kan medföra oskäliga tidsfrister eller omotiverade dröjsmål". Direktivets bestämmelser har införlivats i den svenska lagstiftningen, bland annat i form av den så kallade Ipred-lagen som avser åtgärder för att kräva ut bevisning. Merparten av direktivets bestämmelser har integrerats i de olika lagarna om skyddet för de immateriella rättigheterna, exempelvis i varumärkeslagens (2010:1877) åttonde och nionde kapitel.